# 558-as busz
Az 558-as jelzésű regionális autóbusz Cegléd, autóbusz-állomás és Csemő, Hantháza között közlekedik. A járatot a MÁV Személyszállítási Zrt. üzemelteti.

## Története
A korábbi 2451-es járat 2016. december 11-étől 558-as jelzéssel közlekedik.

## Megállóhelyei
| 558 (Cegléd, autóbusz-állomás – Csemő, községháza – Csemő, Hantháza) | 558 (Cegléd, autóbusz-állomás – Csemő, községháza – Csemő, Hantháza) | 558 (Cegléd, autóbusz-állomás – Csemő, községháza – Csemő, Hantháza) | 558 (Cegléd, autóbusz-állomás – Csemő, községháza – Csemő, Hantháza) | 558 (Cegléd, autóbusz-állomás – Csemő, községháza – Csemő, Hantháza) | 558 (Cegléd, autóbusz-állomás – Csemő, községháza – Csemő, Hantháza) | 558 (Cegléd, autóbusz-állomás – Csemő, községháza – Csemő, Hantháza) | 558 (Cegléd, autóbusz-állomás – Csemő, községháza – Csemő, Hantháza) |
| Perc (↓)                                                             | Perc (↓)                                                             | Megállóhely                                                          | Perc (↑)                                                             | Perc (↑)                                                             | Perc (↑)                                                             | Átszállási kapcsolatok |                                                                      |
| -------------------------------------------------------------------- | -------------------------------------------------------------------- | -------------------------------------------------------------------- | -------------------------------------------------------------------- | -------------------------------------------------------------------- | -------------------------------------------------------------------- | --- | -------------------------------------------------------------------- |
| 0                                                                    | 0                                                                    | Cegléd, autóbusz-állomás végállomás                                  | 40                                                                   | 42                                                                   | 27                                                                   | 520, 521, 522, 525, 526, 528, 531, 535, 537, 539, 540, 541, 542, 550, 552, 553, 555, 556, 559, 560, 561, 562, 564, 565, 566 1348, 1362, 1376 S50 G50 Z50 IC, sebesvonat, gyorsvonat, expresszvonat |                                                                      |
| 1                                                                    | 1                                                                    | Cegléd, Gimnázium utca                                               | 39                                                                   | 41                                                                   | 26                                                                   | 520, 521, 522, 524, 525, 526, 528, 531, 535, 537, 539, 540, 541, 542, 550, 552, 553, 555, 556, 557, 559, 560, 561, 562, 564, 565, 566                                                              |                                                                      |
| 3                                                                    | 3                                                                    | Cegléd, posta                                                        | 37                                                                   | 39                                                                   | 24                                                                   | 520, 521, 522, 524, 525, 526, 528, 535, 537, 539, 540, 541, 542, 550, 552, 553, 555, 556, 557, 559, 560, 561, 562, 564, 565, 566 1348, 1362, 1376                                                  |                                                                      |
| 5                                                                    | 5                                                                    | Cegléd, Síp utca                                                     | 35                                                                   | 37                                                                   | 22                                                                   | 550, 552, 555, 556, 557 |                                                                      |
| 6                                                                    | 6                                                                    | Cegléd, Ruhagyár                                                     | 34                                                                   | 36                                                                   | 21                                                                   | 550, 552, 555, 556, 557 |                                                                      |
| 8                                                                    | 8                                                                    | Cegléd, Vásár tér                                                    | 32                                                                   | 34                                                                   | 19                                                                   | 550, 552, 555, 556, 557 |                                                                      |
| 9                                                                    | 9                                                                    | Cegléd, köztemető                                                    | 31                                                                   | 33                                                                   | 18                                                                   | 550, 552, 555, 556, 557 |                                                                      |
| 10                                                                   | 10                                                                   | Cegléd, VOLÁNBUSZ telep                                              | 30                                                                   | 32                                                                   | 17                                                                   | 550, 552, 555, 556, 557 |                                                                      |
| 12                                                                   | 12                                                                   | Vett út                                                              | 28                                                                   | 30                                                                   | 15                                                                   | 550, 552, 555, 556 |                                                                      |
| 13                                                                   | 13                                                                   | Kormuth dűlő                                                         | 27                                                                   | 29                                                                   | 14                                                                   | 556 |                                                                      |
| 14                                                                   | 14                                                                   | 2-es km-kő                                                           | 26                                                                   | 28                                                                   | 13                                                                   | 556 |                                                                      |
| 15                                                                   | 15                                                                   | Zsengellér dűlő                                                      | 25                                                                   | 27                                                                   | 12                                                                   | 556 |                                                                      |
| 16                                                                   | 16                                                                   | Dávid dűlő                                                           | 24                                                                   | 26                                                                   | 11                                                                   | 556 |                                                                      |
| 17                                                                   | 17                                                                   | Szabad Föld Tsz.                                                     | 23                                                                   | 25                                                                   | 10                                                                   | 556 |                                                                      |
| 18                                                                   | 18                                                                   | Csemő, Határ út                                                      | 22                                                                   | 24                                                                   | 9                                                                    | 556 |                                                                      |
| 20                                                                   | 20                                                                   | 12. sz. v.bolt                                                       | 20                                                                   | 22                                                                   | 7                                                                    | 547, 556 |                                                                      |
| 22                                                                   | 22                                                                   | Vett úti általános iskola                                            | 18                                                                   | 20                                                                   | 5                                                                    | 547, 556 |                                                                      |
| 23                                                                   | 23                                                                   | Csemői sertéstelep                                                   | 17                                                                   | 19                                                                   | 4                                                                    | 547, 556 |                                                                      |
| 26                                                                   | 26                                                                   | Csemő, régi vasúti megállóhely                                       | 14                                                                   | 16                                                                   | 1                                                                    | 547, 556, 559, 560, 561 |                                                                      |
| 27                                                                   | 27                                                                   | Csemő, községháza végállomás                                         | 13                                                                   | 15                                                                   | 0                                                                    | 547, 556, 559, 560, 561 |                                                                      |
| ∫                                                                    | 29                                                                   | Csemő, Kiss dűlő                                                     | ∫                                                                    | 13                                                                   | ∫                                                                    | 559 |                                                                      |
| ∫                                                                    | 30                                                                   | Irsai útelágazás                                                     | ∫                                                                    | 11                                                                   | ∫                                                                    | 559 |                                                                      |
| ∫                                                                    | 32                                                                   | Csemő, Szénástelek dűlő                                              | ∫                                                                    | 9                                                                    | ∫                                                                    | 559 |                                                                      |
| ∫                                                                    | 34                                                                   | Nagykőrösi útelágazás                                                | ∫                                                                    | 7                                                                    | ∫                                                                    | 559 |                                                                      |
| ∫                                                                    | 35                                                                   | Hantháza, 67-es km kő                                                | ∫                                                                    | 6                                                                    | ∫                                                                    | 559 |                                                                      |
| ∫                                                                    | 37                                                                   | Hantháza, Felsőjárási általános iskola                               | ∫                                                                    | 4                                                                    | ∫                                                                    | 559 |                                                                      |
| ∫                                                                    | ∫                                                                    | Csemő, Virág utca                                                    | 11                                                                   | ∫                                                                    | ∫                                                                    | 561 |                                                                      |
| ∫                                                                    | ∫                                                                    | Csemő, Bogdán-iskola dűlő                                            | 10                                                                   | ∫                                                                    | ∫                                                                    | 561 |                                                                      |
| ∫                                                                    | ∫                                                                    | Csemő, Hosszúhomok                                                   | 9                                                                    | ∫                                                                    | ∫                                                                    | 561 |                                                                      |
| ∫                                                                    | ∫                                                                    | Csemő-Ereklyés                                                       | 7                                                                    | ∫                                                                    | ∫                                                                    | 561 |                                                                      |
| ∫                                                                    | ∫                                                                    | Csemő-Czakó telep                                                    | 4                                                                    | ∫                                                                    | ∫                                                                    | 561 |                                                                      |
| ∫                                                                    | 38                                                                   | Hantháza, régi vasútállomás                                          | 2                                                                    | 2                                                                    | ∫                                                                    | 559, 561 |                                                                      |
| ∫                                                                    | 40                                                                   | Csemő, Hantháza, autóbusz-forduló végállomás                         | 0                                                                    | 0                                                                    | ∫                                                                    | 559, 561 |                                                                      |